# Imaginación

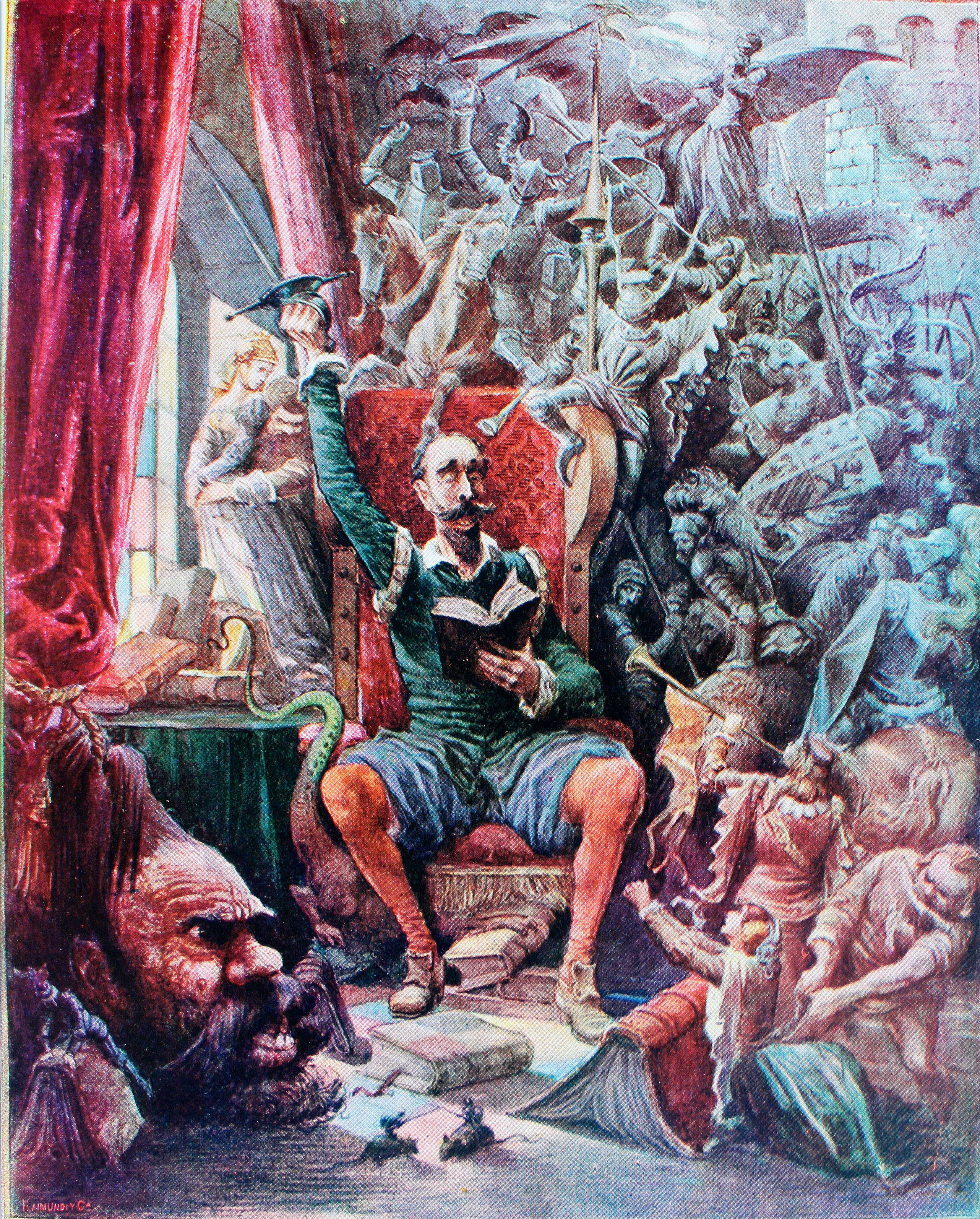
Don Quijote leyendo ensimismado libros de caballería.

La imaginación (del latín imaginatĭo,-ōnis) es un proceso creativo superior que permite al individuo manipular información generada intrínsecamente con el fin de crear una representación percibida por los sentidos. Esta representación (intrínsecamente generada) significa que la información se ha formado dentro del organismo en ausencia de estímulos del ambiente. En lo que respecta a sentidos de la mente, son los mecanismos que permiten ver un objeto que se había visualizado previamente pero que ya no se encuentra presente en el ambiente. Cabe aclarar que cuando se imagina no se reduce solo al sentido de la visión, sino también a otras áreas sensoriales.
Stefan Szczelkun caracteriza la imaginación como la formación de experiencias en la mente de la persona, que pueden ser recreaciones de experiencias pasadas, tales como memorias vívidas con cambios imaginados, o escenas inventadas por completo e inclusive fantásticas. La imaginación ayuda a que el conocimiento sea aplicable en la resolución de problemas y es fundamental para integrar la experiencia y el proceso de aprendizaje. Como enfoque para construir teorías, se denomina "imaginación disciplinada". Un entrenamiento básico para la imaginación es escuchar contar historias (narración), en las cuales la exactitud de las palabras utilizadas es un factor fundamental para "evocar mundos".
En el sentido anterior la imaginación tiene semejanza con el proceso de percibir. No obstante, la primera no se limita a la segunda. La imaginación es un proceso más abstracto, esto es, que no necesita de un objeto presente en la realidad (en ese instante), ella se sirve de la memoria para manipular la información y relacionarla de formas que no dependen del estado actual del organismo. Es decir, la imaginación toma elementos antes percibidos y experimentados, y los transforma en nuevos estímulos y realidades.
Los orígenes del estudio de la imaginación datan desde las reflexiones filosóficas. No obstante, su posicionamiento como materia de estudio científico, pretendidamente alejado de especulaciones metafísicas, se da con el nacimiento de la psicología experimental, pese a esto, se conserva como un componente psíquico lejos de ser descifrado. Es solo hasta finales del siglo XX y principios del presente siglo que la imaginación se toma como desafío para la investigación psicológica y neurocientífica, y los métodos conjuntos de neuroimagen y conductuales permiten vislumbrar hipótesis de cómo el cerebro imagina.
Los psicólogos han estudiado la imaginación, no solo en su forma de creatividad y expresión artística, sino también en su forma mundana de la imaginación de todos los días y han propuesto que está basada en los mismos procesos cognitivos que el pensamiento racional.
Existe la imaginación reproductiva y la imaginación creativa. La reproductiva es cuando recreamos imágenes de hechos pasados y que están en nuestra memoria. Y la imaginación creativa es cuando motu proprio creamos imágenes por nosotros mismos. Esta imaginación puede ser positiva o negativa. Es positiva cuando imaginamos la solución algún problema y entramos en un estado emocional positivo. La negativa es cuando nos representamos cosas en nuestra mente de problemas sin solución entrando en estado de impotencia.
A este tipo de imaginación creativa también se le suele denominar visualización creativa.

## Historia
Aristóteles en Acerca del alma considera la imaginación () como una capacidad de hacer imágenes mentales, y la distinguía de la percepción y del pensamiento. Sin embargo, sostenía que el pensamiento siempre iba acompañado de una imagen.
La noción de "ojo de la mente" se remonta al menos a la referencia de Cicerón a mentis oculi durante su discusión sobre el uso apropiado del orador del símil.
En esta discusión, Cicerón observó que las alusiones a "el Syrtis de su patrimonio" y "la Caribdis de sus posesiones" implicaban símiles "demasiado rebuscados"; y aconsejó al orador que, en su lugar, se limitara a hablar de "la roca" y "el golfo" (respectivamente) -sobre la base de que "los ojos de la mente se dirigen más fácilmente a los objetos que hemos visto, que a los que sólo hemos oído".
En la psicología de las facultades medieval, la imaginación era uno de los cinco genios interiores junto con la memoria y el sensus communis. Permitía la recombinación de imágenes, por ejemplo combinando las percepciones del oro y la montaña para obtener la idea de una montaña dorada.
El concepto de "ojo de la mente" apareció en inglés en el Cuento del jurista de Chaucer (c.1387 ) en sus Cuentos de Canterbury, donde nos cuenta que uno de los tres hombres que habitan en un castillo era ciego, y sólo podía ver con "los ojos de su mente"; es decir, aquellos ojos "con los que todos los hombres ven después de haberse quedado ciegos".
Galileo utilizó la imaginación para llevar a cabo experimentos mentales, como pedir a los lectores que imaginaran en qué dirección volaría una piedra soltada de una honda.

## Descripción
El uso común del término es para el proceso de formar nuevas imágenes en la mente que no han sido experimentadas previamente con la ayuda de lo que se ha visto, oído o sentido antes, o al menos sólo parcialmente o en diferentes combinaciones. También puede tratarse de pensar en resultados posibles o imposibles de algo o alguien en las abundantes situaciones y experiencias de la vida. Algunos ejemplos típicos son los siguientes:
- Cuento de hadas
- Ficción
- Una forma de verosimilitud a menudo invocada en la fantasía y la ciencia ficción invita a los lectores a fingir que tales historias son verdaderas refiriéndose a objetos de la mente como libros ficticios o años que no existen aparte de un mundo imaginario.

La imaginación, al no estar limitada a la adquisición de conocimientos exactos por las exigencias de la necesidad práctica, está en gran medida libre de restricciones objetivas. La capacidad de imaginarse a uno mismo en el lugar de otra persona es muy importante para las relaciones sociales y el entendimiento. Albert Einstein dijo: "La imaginación... es más importante que el conocimiento. El conocimiento es limitado. La imaginación rodea el mundo".
Las mismas limitaciones acosan a la imaginación en el campo de la hipótesis científica. El progreso de la investigación científica se debe en gran medida a las explicaciones provisionales que se elaboran mediante la imaginación, pero tales hipótesis deben enmarcarse en relación con hechos previamente comprobados y de acuerdo con los principios de la ciencia concreta.
La imaginación es una partición experimental de la mente utilizada para desarrollar teorías e ideas basadas en funciones. Tomando objetos de percepciones reales, la imaginación utiliza complejas funciones If que implican tanto la memoria Semántica como la memoria Episódica para desarrollar ideas nuevas o revisadas. Esta parte de la mente es vital para desarrollar formas mejores y más fáciles de realizar tareas antiguas y nuevas. En sociología, la imaginación se utiliza para separarse de la realidad y tener una comprensión de las interacciones sociales derivada de una perspectiva fuera de la propia sociedad. Esto lleva al desarrollo de teorías a través de preguntas que normalmente no se harían. Estas ideas experimentales pueden llevarse a cabo de forma segura dentro de un mundo virtual y luego, si la idea es probable y la función es verdadera, la idea puede actualizarse en la realidad. La imaginación es la clave para el nuevo desarrollo de la mente y puede ser compartida con otros, progresando colectivamente.
En cuanto al esfuerzo voluntario, la imaginación puede clasificarse como
- involuntaria (el sueño desde el sueño, la ensoñación)
- voluntaria (la imaginación reproductiva, la imaginación creativa, el sueño de perspectiva)

## Memoria
Se ha demostrado que la memoria y las imágenes mentales, a menudo consideradas como parte del proceso de la imaginación, se ven afectadas mutuamente. "Las imágenes realizadas por la tecnología de resonancia magnética funcional muestran que recordar e imaginar envía sangre para identificar partes del cerebro." Varios factores psicológicos pueden influir en el procesamiento mental del cerebro y aumentar su posibilidad de retener información como recuerdos a largo plazo o recuerdos a corto plazo. John Sweller indicó que las experiencias almacenadas como recuerdos a largo plazo son más fáciles de recordar, ya que están más arraigadas en la mente. Cada una de estas formas requiere que la información se enseñe de una manera específica para utilizar varias regiones del cerebro cuando se procesa. Esta información puede ayudar potencialmente a desarrollar programas para que los jóvenes estudiantes cultiven o potencien aún más sus capacidades creativas desde una edad temprana. El neocórtex y el tálamo son los responsables de controlar la imaginación del cerebro, junto con muchas otras funciones cerebrales como la conciencia y el pensamiento abstracto.[cita requerida] Dado que la imaginación implica muchas funciones cerebrales diferentes, como las emociones, la memoria, los pensamientos, etc., las partes del cerebro en las que se producen múltiples funciones -como el tálamo y el neocórtex- son las principales regiones en las que se ha documentado el procesamiento imaginativo. La comprensión de cómo se vinculan la memoria y la imaginación en el cerebro, allana el camino para entender mejor la capacidad de una persona para vincular experiencias pasadas significativas con su imaginación.

## Psicología
Los psicólogos han estudiado el pensamiento imaginativo, no sólo en su forma exótica de creatividad y expresión artística, sino también en su forma mundana de imaginación cotidiana. Ruth M.J. Byrne ha propuesto que los pensamientos imaginativos cotidianos sobre alternativas contrafactuales a la realidad pueden basarse en los mismos procesos cognitivos en los que también se basan los pensamientos racionales. Los niños pueden participar en la creación de alternativas imaginativas a la realidad desde sus primeros años. La psicología cultural está elaborando en la actualidad una visión de la imaginación como una función mental superior implicada en una serie de actividades cotidianas tanto a nivel individual como colectivo que permite a las personas manipular significados complejos de formas tanto lingüísticas como icónicas en el proceso de experimentar.
La fenomenología de la imaginación se discute en The Imaginary: Una psicología fenomenológica de la imaginación (en francés: L'Imaginaire: Psychologie phénoménologique de l'imagination), también publicado bajo el título La psicología de la imaginación, un libro de 1940 de Jean-Paul Sartre, en el que propone su concepto de la imaginación y discute lo que la existencia de la imaginación muestra sobre la naturaleza de la conciencia humana.
La imaginación también actúa en nuestra percepción de las imágenes fotográficas para que parezcan reales.